# Lista över Kirby-media

Den engelska logotypen som i olika färgvariationer användes för alla Kirby-spel fram till och med Kirby Tilt 'n' Tumble (utgivet 2001 i Nordamerika).

Kirby är en datorspelsserie utvecklad av HAL Laboratory och utgiven av Nintendo. Serien består främst av plattformsspel, men även andra genrer omfattas, såsom pusselspel och racingspel. Den debuterade 27 april 1992 i Japan med Hoshi no Kirby till Game Boy, som sedan släpptes i Nordamerika och PAL-regionen i augusti samma år som Kirby's Dream Land. Samtliga spel har utvecklats för stationära och bärbara konsoler av Nintendo; till och med den åttonde generationen för alla utom Virtual Boy. Franchisen har vid sidan av datorspelen även expanderat till att omfatta en 100 avsnitt lång anime kallad Kirby: Right Back at Ya!, ursprungligen visad mellan 2001 och 2003 i Japan. Utöver detta har flera spels soundtrack givits ut på CD och flera mangor baserade på spelen publicerats i Japan.
Serien kretsar kring den eponyma protagonisten Kirby, invånare i landet Dream Land på den fiktiva planeten Pop Star. Ett ofta förekommande spelelement är Kirbys förmågor att andas in luft och hålla andan för att kunna sväva genom luften, samt att inhalera fiender och sedan kopiera deras krafter för att kunna ta sig genom spelens banor. Andra återkommande rollfigurer inkluderar Kirbys ärkefiende King Dedede och rivalen Meta Knight, som debuterade i det första respektive andra spelet. Serien skapades av Masahiro Sakurai med tanken att även nybörjare skulle kunna klara av spelen, och Kirby's Dream Land var hans första spel. I september 2012 hade över 33 miljoner spel i Kirby-serien sålts.

## Datorspel

### Huvudserien
| Titel | Detaljer |
| --- | --- |
| Kirby's Dream Land Ursprungliga utgivningsdatum: JP: 27 april 1992 NA: Augusti 1992 EU: Augusti 1992                                  | Utgivningsår efter system: 1992 – Game Boy 2011 – 3DS Virtual Console |
| Kirby's Dream Land Ursprungliga utgivningsdatum: JP: 27 april 1992 NA: Augusti 1992 EU: Augusti 1992                                  | Noteringar: - Första Kirby-spelet. - Känt i Japan som Hoshi no Kirby (星のカービィ?). - Återutgivet 1 mars 2000 i Japan genom Nintendo Power-systemet. - Inkluderat i samlingsspelet Kirby's Dream Collection: Special Edition (2012, Wii).                                                                                           |
| Kirby's Adventure Ursprungliga utgivningsdatum: JP: 23 mars 1993 NA: Maj 1993 EU: 9 december 1993                                     | Utgivningsår efter system: 1993 – Nintendo Entertainment System 2007 – Wii Virtual Console 2011 – 3DS Eshop 2013 – Wii U Virtual Console |
| Kirby's Adventure Ursprungliga utgivningsdatum: JP: 23 mars 1993 NA: Maj 1993 EU: 9 december 1993                                     | Noteringar: - Första Kirby-spelet till en stationär konsol. - Känt i Japan som Hoshi no Kirby: Yume no Izumi no Monogatari (星のカービィ 夢の泉の物語?). - Släppt till Nintendo 3DS som en del i 3D Classics-serien, med uppdaterad grafik i 3D. - Inkluderat i samlingsspelet Kirby's Dream Collection: Special Edition (2012, Wii). |
| Kirby's Dream Land 2 Ursprungliga utgivningsdatum: JP: 21 mars 1995 NA: Maj 1995 EU: 31 juli 1995                                     | Utgivningsår efter system: 1995 – Game Boy 2012 – 3DS Virtual Console |
| Kirby's Dream Land 2 Ursprungliga utgivningsdatum: JP: 21 mars 1995 NA: Maj 1995 EU: 31 juli 1995                                     | Noteringar: - Känt i Japan som Hoshi no Kirby 2 (星のカービィ2?). - Återutgivet 1 mars 2000 i Japan genom Nintendo Power-systemet. - Inkluderat i samlingsspelet Kirby's Dream Collection: Special Edition (2012, Wii). |
| Kirby's Fun Pak Ursprungliga utgivningsdatum: JP: 21 mars 1996 NA: 20 september 1996 EU: 8 januari 1997                               | Utgivningsår efter system: 1996 – Super Nintendo Entertainment System 2009 – Wii Virtual Console 2013 – Wii U Virtual Console |
| Kirby's Fun Pak Ursprungliga utgivningsdatum: JP: 21 mars 1996 NA: 20 september 1996 EU: 8 januari 1997                               | Noteringar: - Känt som Hoshi no Kirby Super Deluxe (星のカービィ スーパーデラックス?) i Japan och Kirby Super Star i Nordamerika. - Är uppdelat i sex kortare underspel. - Första Kirby-spelet som tillåter kooperativt spelande. - Inkluderat i samlingsspelet Kirby's Dream Collection: Special Edition (2012, Wii).                |
| Kirby's Dream Land 3 Ursprungliga utgivningsdatum: JP: 27 mars 1998 NA: November 1997 PAL: 24 juli 2009 (Virtual Console-versionen)   | Utgivningsår efter system: 1997 – Super Nintendo Entertainment System 2009 – Wii Virtual Console 2013 – Wii U Virtual Console |
| Kirby's Dream Land 3 Ursprungliga utgivningsdatum: JP: 27 mars 1998 NA: November 1997 PAL: 24 juli 2009 (Virtual Console-versionen)   | Noteringar: - Känt i Japan som Hoshi no Kirby 3 (星のカービィ3?). - Inkluderat i samlingsspelet Kirby's Dream Collection: Special Edition (2012, Wii). |
| Kirby 64: The Crystal Shards Ursprungliga utgivningsdatum: JP: 24 mars 2000 NA: 26 juni 2000 EU: 22 juni 2001                         | Utgivningsår efter system: 2000 – Nintendo 64 2008 – Wii Virtual Console 2015 – Wii U Virtual Console |
| Kirby 64: The Crystal Shards Ursprungliga utgivningsdatum: JP: 24 mars 2000 NA: 26 juni 2000 EU: 22 juni 2001                         | Noteringar: - Känt i Japan som Hoshi no Kirby 64 (星のカービィ64?). - Första spelet i serien med 3D-grafik. - Inkluderat i samlingsspelet Kirby's Dream Collection: Special Edition (2012, Wii). |
| Kirby & the Amazing Mirror Ursprungliga utgivningsdatum: JP: 15 april 2004 NA: 18 oktober 2004 EU: 2 juli 2004                        | Utgivningsår efter system: 2004 – Game Boy Advance 2011 – 3DS Virtual Console 2014 – Wii Virtual Console |
| Kirby & the Amazing Mirror Ursprungliga utgivningsdatum: JP: 15 april 2004 NA: 18 oktober 2004 EU: 2 juli 2004                        | Noteringar: - Känt i Japan som Hoshi no Kirby: Kagami no Daimeikyū (星のカービィ 鏡の大迷宮?). - Utvecklat av Flagship. - Är bara tillgängligt på Nintendo 3DS genom ambassadörsprogrammet. |
| Kirby: Mouse Attack Ursprungliga utgivningsdatum: JP: 2 november 2006 NA: 6 december 2006 EU: 22 juni 2007 AUS: 1 mars 2007           | Utgivningsår efter system: 2006 – Nintendo DS 2015 – Wii U Virtual Console |
| Kirby: Mouse Attack Ursprungliga utgivningsdatum: JP: 2 november 2006 NA: 6 december 2006 EU: 22 juni 2007 AUS: 1 mars 2007           | Noteringar: - Känt som Hoshi no Kirby: Sanjou! Dorocche Dan (星のカービィ 参上! ドロッチェ団?) i Japan och Kirby: Squeak Squad i Nordamerika. - Utvecklat av Flagship. |
| Kirby's Adventure Wii Ursprungliga utgivningsdatum: JP: 27 oktober 2011 NA: 24 oktober 2011 EU: 25 november 2011 AUS: 2 december 2011 | Utgivningsår efter system: 2011 – Wii 2015 – Wii U Eshop |
| Kirby's Adventure Wii Ursprungliga utgivningsdatum: JP: 27 oktober 2011 NA: 24 oktober 2011 EU: 25 november 2011 AUS: 2 december 2011 | Noteringar: - Känt som Hoshi no Kirby Wii (星のカービィ Wii?) i Japan och Kirby's Return to Dream Land i Nordamerika. - Genomgick 11 års utveckling och flera olika versioner (development hell) innan det slutligen gavs ut 2011. |
| Kirby: Triple Deluxe Ursprungliga utgivningsdatum: JP: 11 januari 2014 NA: 2 maj 2014 EU: 16 maj 2014 AUS: 17 maj 2014                | Utgivningsår efter system: 2014 – Nintendo 3DS |
| Kirby: Triple Deluxe Ursprungliga utgivningsdatum: JP: 11 januari 2014 NA: 2 maj 2014 EU: 16 maj 2014 AUS: 17 maj 2014                | Noteringar: - Känt i Japan som Hoshi no Kirby: Triple Deluxe (星のカービィ トリプルデラックス?). - Spelets två minispel släpptes i expanderade fristående versioner som nedladdningsbart innehåll på Nintendo 3DS Eshop. |
| Kirby: Planet Robobot Ämnade utgivningsdatum: JP: 28 april 2016 NA: 10 juni 2016 EU: 10 juni 2016                                     | Ämna(de) utgivningssystem: 2016 – Nintendo 3DS |
| Kirby: Planet Robobot Ämnade utgivningsdatum: JP: 28 april 2016 NA: 10 juni 2016 EU: 10 juni 2016                                     | Noteringar: - Känt i Japan som Hoshi no Kirby: Robobot Planet (星のカービィ ロボボプラネット?). |

#### Remaker och samlingsspel
| Titel | Detaljer |
| --- | --- |
| Kirby: Nightmare in Dream Land Ursprungliga utgivningsdatum: JP: 25 oktober 2002 NA: 2 december 2002 EU: 26 september 2003 AUS: 27 januari 2004 | Utgivningsår efter system: 2002 – Game Boy Advance 2014 – Wii Virtual Console |
| Kirby: Nightmare in Dream Land Ursprungliga utgivningsdatum: JP: 25 oktober 2002 NA: 2 december 2002 EU: 26 september 2003 AUS: 27 januari 2004 | Noteringar: - Känt i Japan som Hoshi no Kirby: Yume no Izumi Deluxe (星のカービィ 夢の泉デラックス?). - Remake av Kirby's Adventure. |
| Kirby Super Star Ultra Ursprungliga utgivningsdatum: JP: 6 november 2008 NA: 22 september 2008 EU: 18 september 2009 AUS: 27 november 2008      | Utgivningsår efter system: 2008 – Nintendo DS |
| Kirby Super Star Ultra Ursprungliga utgivningsdatum: JP: 6 november 2008 NA: 22 september 2008 EU: 18 september 2009 AUS: 27 november 2008      | Noteringar: - Känt i Japan som Hoshi no Kirby: Ultra Super Deluxe (星のカービィ ウルトラスーパーデラックス?). - Remake av Kirby's Fun Pak. - Har uppdaterats med fler underspel, full motion-videor, uppgraderad grafik och pekskärmssupport. |
| Kirby's Dream Collection: Special Edition Ursprungliga utgivningsdatum: JP: 19 juli 2012 NA: 16 september 2012                                  | Utgivningsår efter system: 2012 – Wii |
| Kirby's Dream Collection: Special Edition Ursprungliga utgivningsdatum: JP: 19 juli 2012 NA: 16 september 2012                                  | Noteringar: - Känt i Japan som Hoshi no Kirby: 20-Shūnen Special Collection (星のカービィ 20周年スペシャルコレクション?). - Samlingsspel släppt för att fira seriens 20-årsjubileum. - Innehåller de sex första plattformsspelen i serien: Kirby's Dream Land, Kirby's Adventure, Kirby's Dream Land 2, Kirby's Fun Pak, Kirby's Dream Land 3 och Kirby 64: The Crystal Shards. |

### Sidospel
| Titel | Detaljer |
| --- | --- |
| Kirby's Pinball Land Ursprungliga utgivningsdatum: JP: 27 november 1993 NA: November 1993 EU: 1993                                 | Utgivningsår efter system: 1993 – Game Boy 2012 – 3DS Virtual Console |
| Kirby's Pinball Land Ursprungliga utgivningsdatum: JP: 27 november 1993 NA: November 1993 EU: 1993                                 | Noteringar: - Känt i Japan som Kirby no Pinball (カービィのピンボール?). - Återutgivet 1 mars 2000 i Japan genom Nintendo Power-systemet. |
| Kirby's Dream Course Ursprungliga utgivningsdatum: JP: 21 september 1994 NA: Februari 1995 EU: 24 augusti 1995                     | Utgivningsår efter system: 1994 – Super Nintendo Entertainment System 2007 – Wii Virtual Console 2013 – Wii U Virtual Console |
| Kirby's Dream Course Ursprungliga utgivningsdatum: JP: 21 september 1994 NA: Februari 1995 EU: 24 augusti 1995                     | Noteringar: - Känt i Japan som Kirby Bowl (カービィボウル?). - Ett Kirby-golfspel. - Återutgivet 30 september 1997 i Japan genom Nintendo Power-systemet. |
| Kirby's Ghost Trap Ursprungliga utgivningsdatum: NA: Februari 1995 EU: Februari 1995                                               | Utgivningsår efter system: 1995 – Super Nintendo Entertainment System 2007 – Wii Virtual Console |
| Kirby's Ghost Trap Ursprungliga utgivningsdatum: NA: Februari 1995 EU: Februari 1995                                               | Noteringar: - Känt i Nordamerika som Kirby's Avalanche. - Västlig lokalisering av Compiles pusselspel Puyo Puyo. - Enda Kirby-spelet som inte har släppts i Japan. |
| Kirby's Block Ball Ursprungliga utgivningsdatum: JP: 14 december 1995 NA: Maj 1996 EU: December 1995                               | Utgivningsår efter system: 1995 – Game Boy 2011 – 3DS Virtual Console |
| Kirby's Block Ball Ursprungliga utgivningsdatum: JP: 14 december 1995 NA: Maj 1996 EU: December 1995                               | Noteringar: - Känt i Japan som Kirby no Block Ball (カービィのブロックボール?). - Breakout-klon med Kirby-tema. - Återutgivet 1 mars 2000 i Japan genom Nintendo Power-systemet. |
| Kirby's Star Stacker Ursprungliga utgivningsdatum: JP: 25 januari 1997 NA: April 1997 EU: 28 augusti 1997                          | Utgivningsår efter system: 1997 – Game Boy 1998 – Super Famicom 2010 – Wii Virtual Console (SFC-versionen) 2012 – 3DS Virtual Console (GB-versionen) 2015 – Wii U Virtual Console (SFC-versionen)                                                                                          |
| Kirby's Star Stacker Ursprungliga utgivningsdatum: JP: 25 januari 1997 NA: April 1997 EU: 28 augusti 1997                          | Noteringar: - Känt i Japan som Kirby no Kirakira Kids (カービィのきらきらきっず?). - Återutgivet 1 mars 2000 i Japan genom Nintendo Power-systemet. - En remake av spelet släpptes 1998 till Super Famicom i Japan genom Nintendo Power-systemet, och 1999 även som en vanlig spelkassett. |
| Kirby Tilt 'n' Tumble Ursprungliga utgivningsdatum: JP: 23 augusti 2000 NA: 11 april 2001                                          | Utgivningsår efter system: 2000 – Game Boy Color |
| Kirby Tilt 'n' Tumble Ursprungliga utgivningsdatum: JP: 23 augusti 2000 NA: 11 april 2001                                          | Noteringar: - Känt i Japan som Koro Koro Kirby (コロコロカービィ?). - Första spelkassetten någonsin att ha en rörelsesensor inbyggd, och använda rörelsekontroller. |
| Kirby Air Ride Ursprungliga utgivningsdatum: JP: 11 juli 2003 NA: 13 oktober 2003 EU: 26 februari 2004 AUS: Mars 2004              | Utgivningsår efter system: 2003 – Nintendo Gamecube |
| Kirby Air Ride Ursprungliga utgivningsdatum: JP: 11 juli 2003 NA: 13 oktober 2003 EU: 26 februari 2004 AUS: Mars 2004              | Noteringar: - Känt i Japan som Kirby's Airride (カービィのエアライド?). - Ett Kirby-racingspel. |
| Kirby: Power Paintbrush Ursprungliga utgivningsdatum: JP: 24 mars 2005 NA: 13 juni 2005 EU: 25 november 2005 AUS: 6 april 2006     | Utgivningsår efter system: 2005 – Nintendo DS 2015 – Wii U Virtual Console |
| Kirby: Power Paintbrush Ursprungliga utgivningsdatum: JP: 24 mars 2005 NA: 13 juni 2005 EU: 25 november 2005 AUS: 6 april 2006     | Noteringar: - Känt som Touch! Kirby (タッチ! カービィ?) i Japan och Kirby: Canvas Curse i Nordamerika. - Plattformsspel som styrs helt med hjälp av konsolens pekskärm. |
| Kirby's Epic Yarn Ursprungliga utgivningsdatum: JP: 14 oktober 2010 NA: 17 oktober 2010 EU: 25 februari 2011 AUS: 24 februari 2011 | Utgivningsår efter system: 2010 – Wii 2015 – Wii U Eshop |
| Kirby's Epic Yarn Ursprungliga utgivningsdatum: JP: 14 oktober 2010 NA: 17 oktober 2010 EU: 25 februari 2011 AUS: 24 februari 2011 | Noteringar: - Känt i Japan som Keito no Kirby (毛糸のカービィ?). - Utvecklat av Good-Feel; det var ursprungligen tänkt som ett fristående spel utan Kirby. - Plattformsspel med textilinspirerad grafik uppbyggd av garn och tyg.                                                          |
| Kirby Mass Attack Ursprungliga utgivningsdatum: JP: 4 augusti 2011 NA: 19 september 2011 EU: 28 oktober 2011 AUS: 27 oktober 2011  | Utgivningsår efter system: 2011 – Nintendo DS 2015 – Wii U Virtual Console |
| Kirby Mass Attack Ursprungliga utgivningsdatum: JP: 4 augusti 2011 NA: 19 september 2011 EU: 28 oktober 2011 AUS: 27 oktober 2011  | Noteringar: - Känt i Japan som Atsumete! Kirby (あつめて! カービィ?). - Plattformsspel där spelaren har kontroll över upp till tio likadana kopior av Kirby. |
| Kirby and the Rainbow Paintbrush Ursprungliga utgivningsdatum: JP: 22 januari 2015 NA: 20 februari EU: 8 maj 2015 AUS: 9 maj 2015  | Utgivningsår efter system: 2015 – Wii U |
| Kirby and the Rainbow Paintbrush Ursprungliga utgivningsdatum: JP: 22 januari 2015 NA: 20 februari EU: 8 maj 2015 AUS: 9 maj 2015  | Noteringar: - Känt som Touch! Kirby Super Rainbow (タッチ! カービィ スーパーレインボー?) i Japan och Kirby and the Rainbow Curse i Nordamerika. - Uppföljare till Kirby: Power Paintbrush med liknande spelupplägg och grafik inspirerad av modellera.                                     |

#### Minispel
| Titel | Detaljer |
| --- | --- |
| Kirby no Omocha Hako (カービィのおもちゃ箱)' Ursprungligt utgivningsdatum: JP: 8 februari 1996                     | Utgivningsår efter system: 1996 – Satellaview |
| Kirby no Omocha Hako (カービィのおもちゃ箱)' Ursprungligt utgivningsdatum: JP: 8 februari 1996                     | Noteringar: - Åtta originella minispel samt två från Kirby's Fun Pak släppta över det Japanexklusiva Super Famicom-tillägget Satellaview för att marknadsföra Kirby's Fun Pak i landet.                                                                                            |
| Kirby Slide / Kirby Puzzle Ursprungligt utgivningsdatum: NA: November 2003                                         | Utgivningsår efter system: 2003 – e-Reader |
| Kirby Slide / Kirby Puzzle Ursprungligt utgivningsdatum: NA: November 2003                                         | Noteringar: - Ett pusselminispel distribuerat på ett enskilt e-Reader-kort, släppt gratis för att marknadsföra TV-serien Kirby: Right Back at Ya! på kanalen Fox Box i Nordamerika. - Bifogat i decembernumren av datorspelstidningarna Nintendo Power och Tips & Tricks samma år. |
| Dedede's Drum Dash Deluxe Ursprungliga utgivningsdatum: JP: 23 juli 2014 NA: 29 augusti 2014 PAL: 13 februari 2015 | Utgivningsår efter system: 2014 – Nintendo 3DS Eshop |
| Dedede's Drum Dash Deluxe Ursprungliga utgivningsdatum: JP: 23 juli 2014 NA: 29 augusti 2014 PAL: 13 februari 2015 | Noteringar: - Känt i Japan som DeDeDe's Drum Rush Z (デデデ大王のデデデでデンZ?). - Expanderad fristående version av rytmminispelet Dedede's Drum Dash från Kirby: Triple Deluxe. - Spelare som har Streetpass-data för Kirby: Triple Deluxe kan ta del av bonusinnehåll.          |
| Kirby Fighters Deluxe Ursprungliga utgivningsdatum: JP: 23 juli 2014 NA: 29 augusti 2014 PAL: 13 februari 2015     | Utgivningsår efter system: 2014 – Nintendo 3DS Eshop |
| Kirby Fighters Deluxe Ursprungliga utgivningsdatum: JP: 23 juli 2014 NA: 29 augusti 2014 PAL: 13 februari 2015     | Noteringar: - Känt i Japan som Kirby Fighters Z (カービィファイターズZ?). - Expanderad fristående version av fightingminispelet Kirby Fighters från Kirby: Triple Deluxe. - Spelare som har Streetpass-data för Kirby: Triple Deluxe kan ta del av bonusinnehåll.                  |

## Soundtrack
| Titel | Utgivningsdatum                                | Längd | Skivbolag                   |
| --- | ---------------------------------------------- | ----- | --------------------------- |
| Hoshi no Kirby: Yume no Izumi no Monogatari | 21 juli 1994                                   | 49:37 | Sony Records                |
| Noteringar: - Innehåller musik från Kirby Adventure, komponerad av Hirokazu Ando och Jun Ishikawa. - Åtta låtar har arrangerats av Takatsugu Takao och Masumi Yanagawa, och försetts med sång av Mako Miyata. |                                                |       |                             |
| Kirby no Kirakira Kids Original CD Masters | 22 oktober 1997                                | 46:10 | Tokuma Japan Communications |
| Noteringar: - Innehåller musik från Kirby's Star Stacker (Game Boy), komponerad av Hirokazu Ando. |                                                |       |                             |
| Hoshi no Kirby 64 Original Soundtrack | 26 april 2000                                  | 64:43 | Teichiku Records            |
| Noteringar: - Innehåller musik från Kirby 64: The Crystal Shards, komponerad av Hirokazu Ando och Jun Ishikawa. - Två låtar har arrangerats av Shinji Yoshimura. |                                                |       |                             |
| Kirby's Airride Business Trip Sound Test | 6 augusti 2003                                 | 9:56  | Nintendo Dream              |
| Noteringar: - Innehåller sju låtar från Kirby Air Ride, komponerade av Shogo Sakai, Hirokazu Ando och Jun Ishikawa. - Bifogat i nummer 94 av den japanska datorspelstidningen Nintendo Dream. |                                                |       |                             |
| The Very Best of Kirby: 52 Hit Tracks | 15 april 2004                                  | 76:56 | Club Nintendo               |
| Noteringar: - Samlingsalbum med musik från de flesta släppta Kirby-spelen fram till dess. - Gratis gåva till de som köpte Kirby & the Amazing Mirror inom två veckor och fyllde i registreringskoderna på Club Nintendos webbplats.                                                                                     |                                                |       |                             |
| Kirby & the Amazing Mirror Sound Plus | 15 april 2004                                  | 61:47 | Club Nintendo               |
| Noteringar: - Innehåller musik från spelen Kirby & the Amazing Mirror, Kirby Air Ride och Super Smash Bros. Melee, samt TV-serien Kirby: Right Back at Ya!. |                                                |       |                             |
| Kirby Ultra Super Deluxe Original Sound Track | 12 januari 2009                                | 70:30 | Club Nintendo               |
| Noteringar: - Innehåller musik från Kirby Super Star Ultra, komponerad av Hirokazu Ando och Jun Ishikawa. - Tre låtar har arrangerats av Tadashi Ikegami, Jun Ishikawa respektive Hirokazu Ando. |                                                |       |                             |
| Kirby Wii Music Selection | 25 juni 2012                                   | 69:26 | Club Nintendo               |
| Noteringar: - Innehåller musik från Kirby's Adventure Wii, komponerad av Hirokazu Ando och Jun Ishikawa, med tre arrangerade låtar som bonusspår. - Släppt som belöning på Club Nintendo för att fira seriens 20-årsjubileum.                                                                                           |                                                |       |                             |
| Kirby: Triple Deluxe Soundtrack | JP: 11 januari 2014 EU/AUS : 24 september 2014 | 75:16 | Club Nintendo               |
| Noteringar: - Första Kirby-soundtracket att släppas utanför Japan. - Känt i Japan som Kirby Triple Deluxe Sound Selection (星のカービィ トリプルデラックス サウンドセレクション?). - Innehåller musik från Kirby: Triple Deluxe, komponerad av Hirokazu Ando och Jun Ishikawa, med tre arrangerade låtar som bonusspår. |                                                |       |                             |

## Tryckt media

### Följetonger
Manga som ursprungligen har publicerats som följetonger i serie- och datorspelstidningar i Japan. För att listan inte ska bli alltför lång har den begränsats till att endast inkludera manga som antingen senare har givits ut separat i samlade volymer (tankōbon), eller är pågående efter att ha publicerats i över ett år.
     Grön bakgrundsfärg innebär att mangan fortfarande är i produktion.
| Titel | Utgivningsdatum                   | Originalpublikation                   |
| --- | --------------------------------- | ------------------------------------- |
| Hoshi no Kirby | 1992–2009                         | Shōgaku Ichinensei/Ninensei/Sannensei |
| Noteringar: - Skriven av Yoshiko Sakuma. Utgiven i tolv volymer mellan 28 mars 1996 och 28 oktober 2010. - Den mest långvariga Kirby-mangan; publicerades i tre tidningar ("första" till "tredje klass") i totalt 17 år. - En specialsamling släpptes 27 juli 2012 i samband med Kirby-seriens 20-årsjubileum. |                                   |                                       |
| Hoshi no Kirby: Dedede de Pupupu na Monogatari | 1994–14 oktober 2006              | Coro Coro Comic                       |
| Noteringar: - Skriven av Hirokazu Hikawa. Utgiven i 25 volymer mellan 27 april 1995 och 27 oktober 2006. - Den kommersiellt mest framgångsrika Kirby-mangan, med nästan 10 miljoner sålda exemplar. - I december 2009 rapporterades det att Viz Media skulle ge ut mangan i Nordamerika med start 7 september 2010, men dessa planer förverkligades inte. |                                   |                                       |
| Hoshi no Kirby: Ukiuki Daibōken | Januari 1997–januari 1999         | Gekkan Shōnen Gag Oh!                 |
| Noteringar: - Skriven av Hokuto Taijan. Ungefär halva serien släpptes i en samlingsvolym 12 februari 1998. (JP) ISBN 978-4-87025-672-9. |                                   |                                       |
| Hoshi no Kirby: Kirby & Dedede no Pupupu Nikki | 21 december 2005–21 december 2015 | Famitsu DS+Wii                        |
| Noteringar: - De tio första kapitlen skrevs av Michiru Michi varefter Nobol Matsuyama tog över. - Utgiven i hittills sex volymer som har bifogats med Famitsu DS+Wii: decembernumret 2010, decembernumret 2011, majnumret 2012, julinumret 2012, marsnumret 2014 och majnumret 2015. - En mook (teleskopord för magazine och book) med namnet Best Selection släpptes 30 april 2014 innehållande 22 utvalda kapitel samt tips för spelet Kirby: Triple Deluxe. (JP) ISBN 978-4-04-729595-7. |                                   |                                       |
| Hoshi no Kirby! Moretsu Pupupu Hour! | 15 november 2006–                 | Coro Coro Comic                       |
| Noteringar: - Skriven av Asami Taniguchi. Utgiven i hittills elva volymer sedan 22 augusti 2007. - Ersatte Hoshi no Kirby: Dedede de Pupupu na Monogatari i Coro Coro Comic. |                                   |                                       |
| Hoshi no Kirby: Pupupu Hero | 21 december 2008–21 januari 2013  | Dengeki Nintendo                      |
| Noteringar: - Skriven av Kei Aoki och Maru Mika. - Utgiven i två volymer som bifogades med aprilnumret (släppt 21 februari) respektive majnumret (släppt 21 mars) 2013 av Dengeki Nintendo. |                                   |                                       |
| Hoshi no Kirby: Paku to Daibaku Show!! | 21 juli 2012–19 juli 2014         | Coro Coro Ichiban!                    |
| Noteringar: - Skriven av Yuki Kawakami. Utgiven i två volymer: 28 november 2013, (JP) ISBN 978-4-09-141586-8; och 27 mars 2015, (JP) ISBN 978-4-09-142014-5. - Avslutades i förtid när författaren drabbades av sjukdom. |                                   |                                       |
| Hoshi no Kirby: Poyopoyo na Mainichi | 7 september 2012–                 | Pico-Pri                              |
| Noteringar: - Skriven av Michiru Michi. Utgiven i hittills en volym 14 mars 2015. (JP) ISBN 978-4-04-730356-0. |                                   |                                       |
| Hoshi no Kirby: Kirakira ★ Pupupu World | 1 februari 2014–                  | Character Parfait                     |
| Noteringar: - Skriven av Nanjou Akimasa. |                                   |                                       |
| Hoshi no Kirby: Ultra Super Pupupu Hero | 21 oktober 2014–                  | Dengeki Bazooka!!                     |
| Noteringar: - Skriven av Kei Aoki och Maru Mika. - Uppföljare till Hoshi no Kirby: Pupupu Hero; startade i och med lanseringen av Dengeki Bazooka!!. |                                   |                                       |

### Antologiböcker
Antologiböcker med yonkomamanga (4koma) baserade på Kirby-spel.
| Bokserie | Utgivningsdatum              | Förlag             |
| --- | ---------------------------- | ------------------ |
| 4coma Manga Kingdom | Januari 1995–28 oktober 2003 | Futabashi          |
| Noteringar: - Publicerade som en del av serien 4coma Manga Kingdom genom Futabashis imprint Action Comics: - Hoshi no Kirby / Kirby's Dream Land (1) – (JP) ISBN 978-4-575-93383-3 (januari 1995) - Hoshi no Kirby / Kirby's Dream Land (2) – (JP) ISBN 978-4-575-93531-8 (oktober 1997) - Hosh no Kirby 64 / Kirby 64: The Crystal Shards – (JP) ISBN 978-4-575-93701-5 (12 juli 2000) - Koro Koro Kirby / Kirby Tilt 'n' Tumble – (JP) ISBN 978-4-575-93725-1 (20 februari 2001) - Kirby's Airride / Kirby Air Ride – (JP) ISBN 978-4-575-93859-3 (28 oktober 2003) |                              |                    |
| 4koma Manga Theater | 21 juli 1995–20 augusti 2004 | Enix / Square Enix |
| Noteringar: - Publicerade som en del av Enix (senare Square Enix) serie 4koma Manga Theater: - Hoshi no Kirby / Kirby's Dream Land (i fem volymer): - 1: (JP) ISBN 978-4-87025-831-0 (21 juli 1995) - 2: (JP) ISBN 978-4-87025-867-9 (26 januari 1996) - 3: (JP) ISBN 978-4-87025-907-2 (9 augusti 1996) - 4: (JP) ISBN 978-4-87025-974-4 (27 juni 1997) - 5: (JP) ISBN 978-4-87025-348-3 (10 juli 1998) - Hosh no Kirby 64 / Kirby 64: The Crystal Shards (i tre volymer): - 1: (JP) ISBN 978-4-7575-0256-7 (30 juni 2000) - 2: (JP) ISBN 978-4-7575-0359-5 (2 november 2000) - 3: (JP) ISBN 978-4-7575-0412-7 (7 mars 2001) - Hoshi no Kirby: Yume no Izumi Deluxe / Kirby: Nightmare in Dream Land – (JP) ISBN 978-4-7575-0961-0 (27 juni 2003) - Hoshi no Kirby: Kagami no Daimeikyū / Kirby & the Amazing Mirror – (JP) ISBN 978-4-7575-1251-1 (20 augusti 2004) - Hoshi no Kirby: Short Comic Gekijou – (JP) ISBN 978-4-87025-914-0 (18 september 1996) |                              |                    |
| 4koma Gag Battle | Maj 1996–26 februari 2009    | Kobunsha           |
| Noteringar: - Publicerade som en del av serien 4koma Gag Battle genom Kobunshas imprint Hinotama Game Comic: - Hoshi no Kirby Super Deluxe / Kirby's Fun Pak – (JP) ISBN 978-4-334-80328-5 (maj 1996) - Manpuku Hen – (JP) ISBN 978-4-334-80361-2 (16 december 1996) - Harapeko Hen – (JP) ISBN 978-4-334-80407-7 (november 1997) - Hoshi no Kirby 3 / Kirby's Dream Land 3 – (JP) ISBN 978-4-334-80443-5 (18 december 1998) - Hoshi no Kirby 64 / Kirby 64: The Crystal Shards – (JP) ISBN 978-4-334-80499-2 (29 maj 2000) - Mix Hen – (JP) ISBN 978-4-334-80511-1 (25 september 2000) - Hoshi no Kirby: Yume no Izumi Deluxe / Kirby: Nightmare in Dream Land – (JP) ISBN 978-4-334-80587-6 (26 maj 2003) - Tokoton Hen – (JP) ISBN 978-4-334-80592-0 (25 augusti 2003) - Hoshi no Kirby: Kagami no Daimeikyū / Kirby & the Amazing Mirror (1) – (JP) ISBN 978-4-334-80605-7 (28 juni 2004) - Hoshi no Kirby: Kagami no Daimeikyū / Kirby & the Amazing Mirror (2) – (JP) ISBN 978-4-334-80607-1 (30 augusti 2004) - Touch! Kirby / Kirby: Power Paintbrush – (JP) ISBN 978-4-334-80624-8 (30 juni 2005) - Hoshi no Kirby: Sanjou! Dorocche Dan / Kirby: Mouse Attack – (JP) ISBN 978-4-334-80656-9 (22 februari 2007) - Hoshi no Kirby: Ultra Super Deluxe / Kirby Super Star Ultra – (JP) ISBN 978-4-334-80712-2 (26 februari 2009) |                              |                    |
| Övriga Kobunsha-böcker | 26 maj 1997–28 juli 2004     | Kobunsha           |
| Noteringar: - Andra antologiböcker av Kobunsha, publicerade genom deras imprint Hinotama Game Comic: - Gag Paradise: - Hoshi no Kirby Super Deluxe / Kirby's Fun Pak – (JP) ISBN 978-4-334-80384-1 (26 maj 1997) - 4koma Daijiten: - Hoshi no Kirby: Yume no Izumi Deluxe / Kirby: Nightmare in Dream Land – (JP) ISBN 978-4-334-90113-4 (30 juli 2003) - Hoshi no Kirby: Kagami no Daimeikyū / Kirby & the Amazing Mirror – (JP) ISBN 978-4-334-90117-2 (28 juli 2004) |                              |                    |

### Andra böcker
| Titel | Utgivningsdatum  | Förlag          |
| --- | ---------------- | --------------- |
| 20th Anniversary Hoshi no Kirby Pupupu Taizen | 3 augusti 2012   | Shogakukan      |
| Noteringar: - Encyklopedi utgiven i samband med Kirby-seriens 20-årsjubileum. (JP) ISBN 978-4-09-106511-7. - Innehåller förord och illustrationer från tre av de mest produktiva Kirby-mangaförfattarna: ^Yoshiko Sakuma, ^Hirokazu Hikawa och ^Asami Taniguchi. |                  |                 |
| Hoshi no Kirby (lättromaner) | 12 augusti 2013– | Kadokawa Shoten |
| Noteringar: - Serie av hittills sex lättromaner skrivna av Mie Takase och publicerade genom Kadokawas imprint Tsubasa Bunko: - Hoshi no Kirby: Abunai Gourmet Yashiki!? No Maki – (JP) ISBN 978-4-04-631336-2 (12 augusti 2013) - Hoshi no Kirby: Kura Yami Mori de Ōsawagi! No Maki – (JP) ISBN 978-4-04-631388-1 (15 mars 2014) - Hoshi no Kirby: Daitōzoku Dorocche Dan ara Waru! No Maki – (JP) ISBN 978-4-04-631437-6 (15 augusti 2014) - Hoshi no Kirby: Meta Knight to Ayatsuri Hime – (JP) ISBN 978-4-04-631483-3 (15 februari 2015) - Hoshi no Kirby: Pupupu Land de Dai-race! No Maki – (JP) ISBN 978-4-04-631514-4 (15 augusti 2015) - Hoshi no Kirby: Daimeikyū no Tomodachi o Sukue! No Maki – (JP) ISBN 978-4-04-631579-3 (15 februari 2016) |                  |                 |

### Tyska tecknade serier
Den tyska upplagan av Nintendos datorspelstidning Club Nintendo innehöll flera tecknade serier med karaktärer från Nintendo. Förutom att medverka i crossovers publicerades även två självständiga Kirby-serier där Kirby och King Dedede har rollerna som privatdetektiver.
| Titel | Utgivningsdatum    | Originalpublikation      |
| --- | ------------------ | ------------------------ |
| Kirby und das Geheimnis des Glibbers                                                                            | Juni–december 1994 | Club Nintendo (Tyskland) |
| Noteringar: - 16 sidor lång serie publicerad i fyra delar i tyska Club Nintendo-tidningen #3 till #6 1994.      |                    |                          |
| Kirbys grösster Fall                                                                                            | 1996               | Club Nintendo (Tyskland) |
| Noteringar: - 32 sidor lång serie publicerad i tyska Club Nintendo-tidningens specialnummer #3 (Kirby's Comic). |                    |                          |

## TV och film
| Titel | Utgivningsdatum/ursprungliga sändningsdatum | Utgivningsdatum/ursprungliga sändningsdatum | Utgivningsdatum/ursprungliga sändningsdatum |
| Titel | Japan                                       | Nordamerika                                 | Europa                                      |
| --- | ------------------------------------------- | ------------------------------------------- | ------------------------------------------- |
| Mario Kirby Meisaku Video | 1993                                        | inte utgiven                                | inte utgiven                                |
| Noteringar: - Utbildningsfilm för barn i syftet att lära sig kanji-tecken som släpptes på VHS. - Består av två berättelser; en som handlar om Kirby och en som handlar om Mario. - Första gången som Kirby fick en röst; av Mayumi Tanaka. |                                             |                                             |                                             |
| Kirby: Right Back at Ya! | 6 oktober 2001–27 september 2003            | 14 september 2002–9 december 2006           | Se fotnot                                   |
| Noteringar: - Känt i Japan som Hoshi no Kirby. - Anime i 100 avsnitt producerad av Warpstar, Inc.; dubbad till engelska av 4Kids Entertainment. - Över 50 av avsnitten visades från 23 juni 2011 och cirka sex månader framåt på den kostnadsfria Wii-kanalen Kirby TV Channel i Europa, Australien och Nya Zeeland.                                       |                                             |                                             |                                             |
| Kirby 3D | 20 september 2008                           | 14 januari 2012 (del 1)                     | 2 februari–16 februari 2012                 |
| Noteringar: - Ett drygt åtta minuter långt specialavsnitt av Kirby: Right Back at Ya! i 3D. - Visades ursprungligen exklusivt i leksaksaffären Toys' Kingdom i Tokyo Dome City, men gjordes senare även tillgänglig på Wii no Ma för Wii (endast Japan) och Nintendo Video för Nintendo 3DS (internationellt). - Delades upp i två delar för Nintendo 3DS. |                                             |                                             |                                             |

### Japanska originaltitlar
1. ↑  星のカービィ デデデでプププなものがたり
2. ↑  星のカービィ ウキウキ大冒険
3. ↑  星のカービィ カービィ&デデデのプププ日記
4. ↑  星のカービィ! もーれつプププアワー!
5. ↑  星のカービィ プププヒーロー
6. ↑  星のカービィ パクッと大爆ショー!!
7. ↑  星のカービィ ぽよぽよな毎日
8. ↑  星のカービィ キラキラ★プププワールド; tidigare kallad Triple Deluxe Hen (～トリプルデラックス編～) och Super Rainbow Hen (～スーパーレインボー編～)
9. ↑  星のカービィ ウルトラスーパープププヒーロー
10. ↑  4コマまんが王国
11. ↑  4コママンガ劇場
12. ↑  星のカービィ ショートコミック劇場
13. ↑  4コマギャグバトル
14. ↑  ギャグパラダイス
15. ↑  4コマ大事典
16. ↑  20th Anniversary 星のカービィ プププ大全
17. ↑  星のカービィ あぶないグルメ屋敷!? の巻
18. ↑  星のカービィ くらやみ森で大さわぎ! の巻
19. ↑  星のカービィ 大盗賊ドロッチェ団あらわる! の巻
20. ↑  星のカービィ メタナイトとあやつり姫
21. ↑  星のカービィ プププランドで大レース! の巻
22. ↑  星のカービィ 大迷宮のトモダチを救え! の巻